# Suchoj Su-47
Suchoj Su-47 Berkut, förkortat Su-47 (ryska: Сухой Су-47 Беркут, Су-47 och som betyder "kungsörn"), är ett experimentflygplan utvecklat i Ryssland. Planet har framåtsvepta vingar och reducerad radarmålyta.

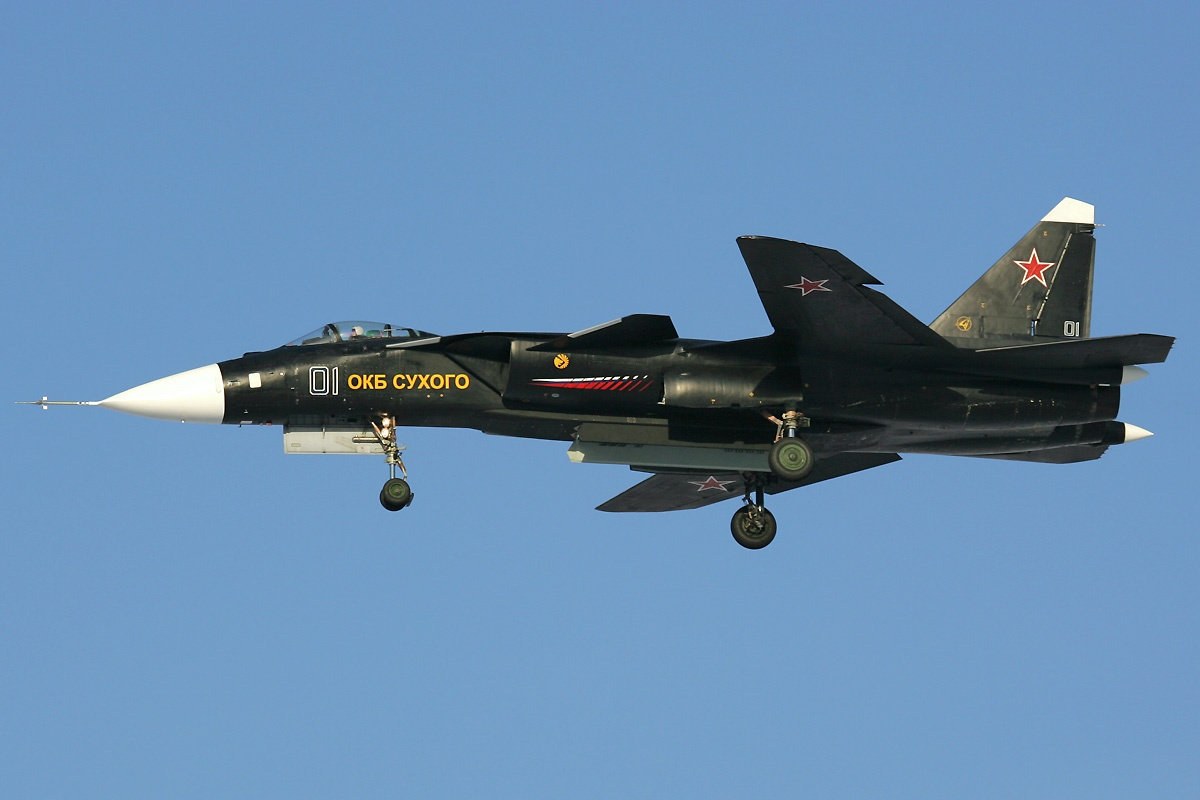
Suchoj Su-47 Berkut.

## Historia
Su-47 byggdes av den ryska flygtillverkaren Suchoj. Flygplanet gjorde sin första flygning någonstans i september 1997. Som det ser ut i dagsläget kommer inte Su-47 att komma i serieproduktion då man istället har valt Suchoj PAK-FA (Suchoj Su-57) till Rysslands nästa generations jaktflygplan.

En ritning av en Suchoj Su-47 Berkut.